# إتش. وانغ
إتش. وانغ (بالإنجليزية: H. S. Wong) (و. 1900 – 1981 م) هو مصور، ومصور حربي ‏، ومصور أخبار، ومشغل كاميرا، وصحفي أمريكي، توفي عن عمر يناهز 81 عاماً، بسبب السكري.